# Santa Maria la Carità
Santa Maria la Carità (Santa Maria 'a Carità en napolità) és una comune italiana d'11.800 habitants (2019) situada a la ciutat metropolitana de Nàpols, a la Campània.
Es troba a la plana estabiana-vesuviana, al límit amb l'Agro Nocerino-Sarnese. Limita amb els municipis de Castellammare di Stabia, Gragnano, Pompeia, Sant'Antonio Abate i Scafati.
La seva estructura urbana és radial i parteix de la Piazza Borrelli. El nom s'inspira i reflecteix el culte a la patrona: Santa Maria delle Grazie; l'afegit «la Carità» és probablement una denominació local i per superar casos d'homonímia amb altres localitats.

## Història
Les primeres notícies sobre la ciutat es remunten al 900 aC. quan el poble osc va començar a establir-se al territori. Es tractava d'assentaments rurals sorgits en una zona d'intens trànsit comercial.
Des de l'assentament dels samnites (500 aC) fins a l'erupció del Vesuvi (79) van seguir tot un seguit de guerres i batalles sagnants en les quals exèrcits de diferents orígens, vagant per la plana del Sarno, van assaltar el camp a la recerca d'aliments
Posteriorment, l'any 574, els llombards van envair el sud d'Itàlia. arribant a la plana del Sarno.
Després de segles de relativa pau, a finals del primer mil·lenni (950), els llombards van començar a construir torres de vigilància militars al territori per defensar-se de l'amenaça dels sarraïns, que havien intentat arribar a Amalfi des de Gragnano. Una d'aquestes torres, segles després, esdevindrà el campanar de l'Església de Santa Maria la Carità. La tradició diu que l'antic camí que unia el Sarno i les muntanyes Lattari passava per sota del campanar en continuació de l'actual Via Pioppelle. D'altra banda, les grans obertures a la base del campanar, que encara hi són, tenen precisament aquesta finalitat funcional. Una data històrica important és l'any 1318, quan el rei Robert d'Anjou delimita el feu de la Cancelleria establint com a terme l'Església de Santa Maria la Carità.
Des del 1450 aproximadament fins a finals del segle xix hi hagué nombrosos intents de recuperar aquelles zones de vegades pantanosas que causaven nombroses morts per malària.
El darrer esclat bèl·lic abans de les grans guerres mundials va sorgir l'any 1860, quan nombrosos sammaritani antigaribaldini, després de violents enfrontaments, es van lliurar al bandolerisme per no poder afirmar d'una altra manera la seva lleialtat als reis borbons.
Les últimes dates destacables pertanyen totes al segle xx. L'any 1950 neixen les primeres propostes legislatives per constituir la comune autònoma de Santa Maria la Carità, però cal esperar fins al 1978 per obtenir l'autonomia total de la comune de Gragnano.

## Monuments i llocs d'interès

### Arquitectura religiosa
- Església de Santa Maria la Carità. Tot i que probablement es remunta al segle xvii, ha patit contínues transformacions, entre les quals la més radical va ser sens dubte la del 1935, any també indicat a la inscripció col·locada a la façana. La façana, de línies clàssiques, consta d'un cos central on l'ordre gegant de columnes amb capitells composts, assentades sobre una base alta, emmarca tant el portal arquitravat amb un timpà com la finestra superior.
- Església de Santa Maria del Carmine. Construït l'any 1825.
- Església de la Madonna delle Grazie. Malauradament, es va mantenir en un estat de degradació evident que compromet la seva naturalesa estàtica. L'edifici mostra trams encara visibles de pilastres a la façana que emmarquen un portal de pedra, mentre que l'interior d'una sola nau està marcat per pilastres i cornises que afloren sobre els tradicionals carreus de tuf.
- Cementiri de Santa Maria la Carità, construït l'any 2019

### Arqueologia
Al territori sammaritano s'han trobat diverses vil·les romanes que es remunten al segle i aC. En algunes d'elles es pot observar que encara conserven una cella vinaria (celler), una frumentaria (magatzem de blat), una olearia (magatzem d'oli) i una fructuaria (magatzem de fruita).

## Societat

### Evolució demogràfica
| Gràfica d'evolució demográfica de Santa Maria la Carità entre 1861 i 2011 |
|                                                                           |
| Font: ISTAT                                                               |

### Tradició i folclore
- Festa patronal de Santa Maria delle Grazie el 2 de juliol (primer diumenge de juliol) i el 21 de novembre.

#### Luglio Sammaritano
Durant tot el mes de juliol tenen lloc festivals i esdeveniments:
- Torneo delle Contrade.
- Corteo storico.
- Palio del ciuccio.
- Sagra della Melanzana.

En el Torneo delle Contrade (Torneig dels districtes), els 5 districtes de la ciutat, que tenen símbols i colors distintius, competeixen entre ells i són:
- L'Aquila (Àguila, de color blau)
- Il Leone (Lleó, de color groc)
- L'Ippocampo (Cavallet de mar,de color blau clar)
- La Farfalla (Papallona,de color verd)
- Il Delfino (Delfí, de color vermell)

#### Corteo StoricoiPalio del Ciuccio
El Corteo Storico i el Palio del Ciuccio són la culminació del Torneo delle Contrade.
El Palio del Ciuccio troba el seu origen en una llegenda:
| « | Fa molt de temps hi havia un terratinent ric que tenia dues filles que les volia casar. Ell, però, sabia que als joves no els interessaven les seves filles sinó el seu gran dot. Aleshores va decidir sotmetre els pretendents a diverses proves entre les quals havia la de muntar ases, que no sempre es deixaven muntar. | » |

El Palio del Ciuccio és precedit pel Corteo Storico, en la qual desfilen els 5 districtes de la ciutat, acompanyats pels portadors de les banderes i els músics de Santa Maria la Carità.

## Geografia
Santa Maria la Carità posseeix una única frazione, anomenada Petraro, al límit amb Castellammare di Stabia. La frazione es desenvolupa al voltant de l'església de Santa Maria del Carmine.

## Economia
Les principals activitats econòmiques del petit poble de la Campània són l'agricultura, amb producció de tomàquets, fruites i olives, la floricultura i, pel que fa a l'aspecte industrial, hi ha petites fàbriques de materials de construcció, especialment de ciment de lapil·li.